# Androsace wulfeniana
Androsace wulfeniana là một loài thực vật có hoa trong họ Anh thảo. Loài này được (Sieber ex Koch) Rchb. mô tả khoa học đầu tiên năm 1855.

## Hình ảnh

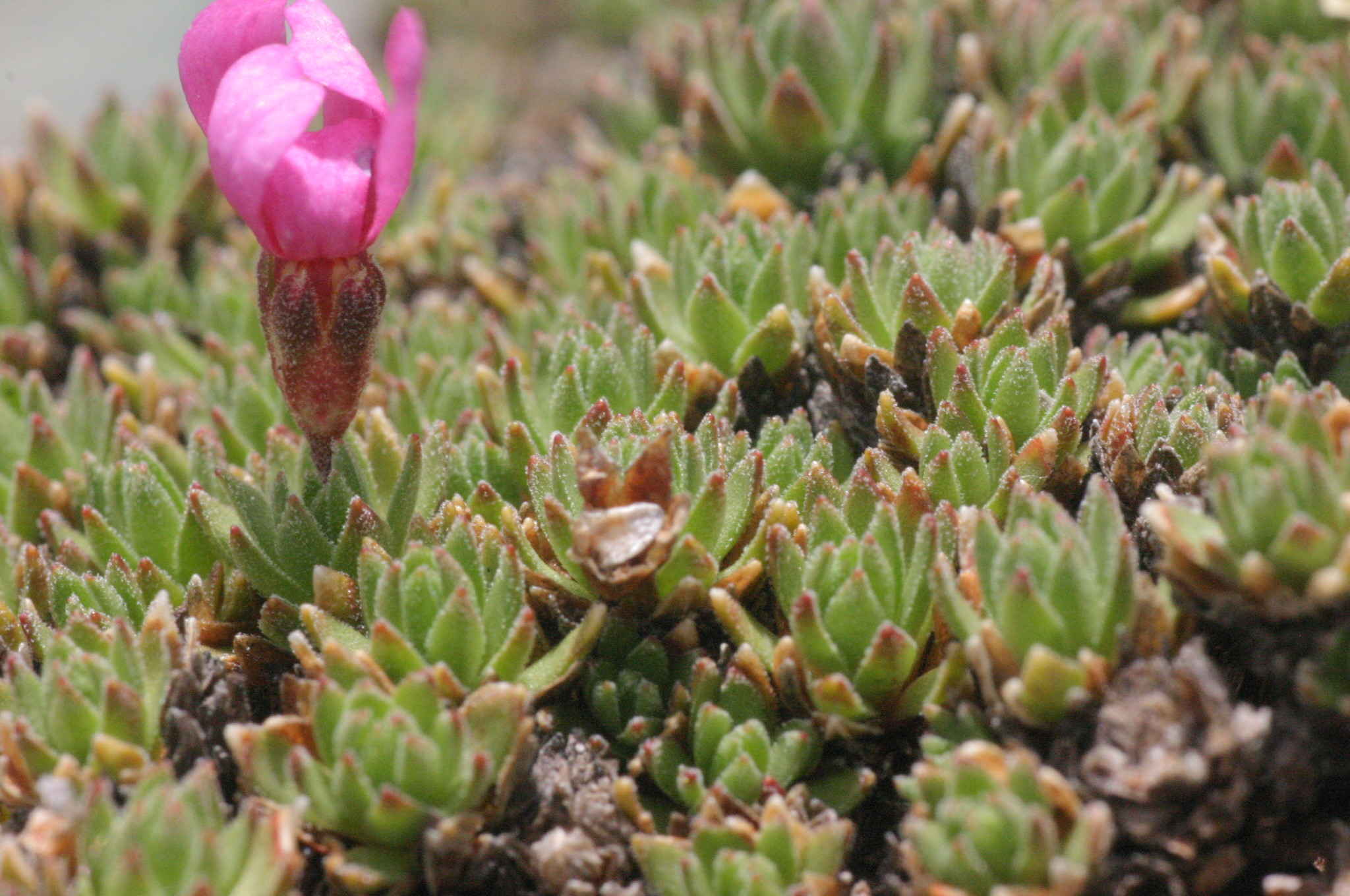
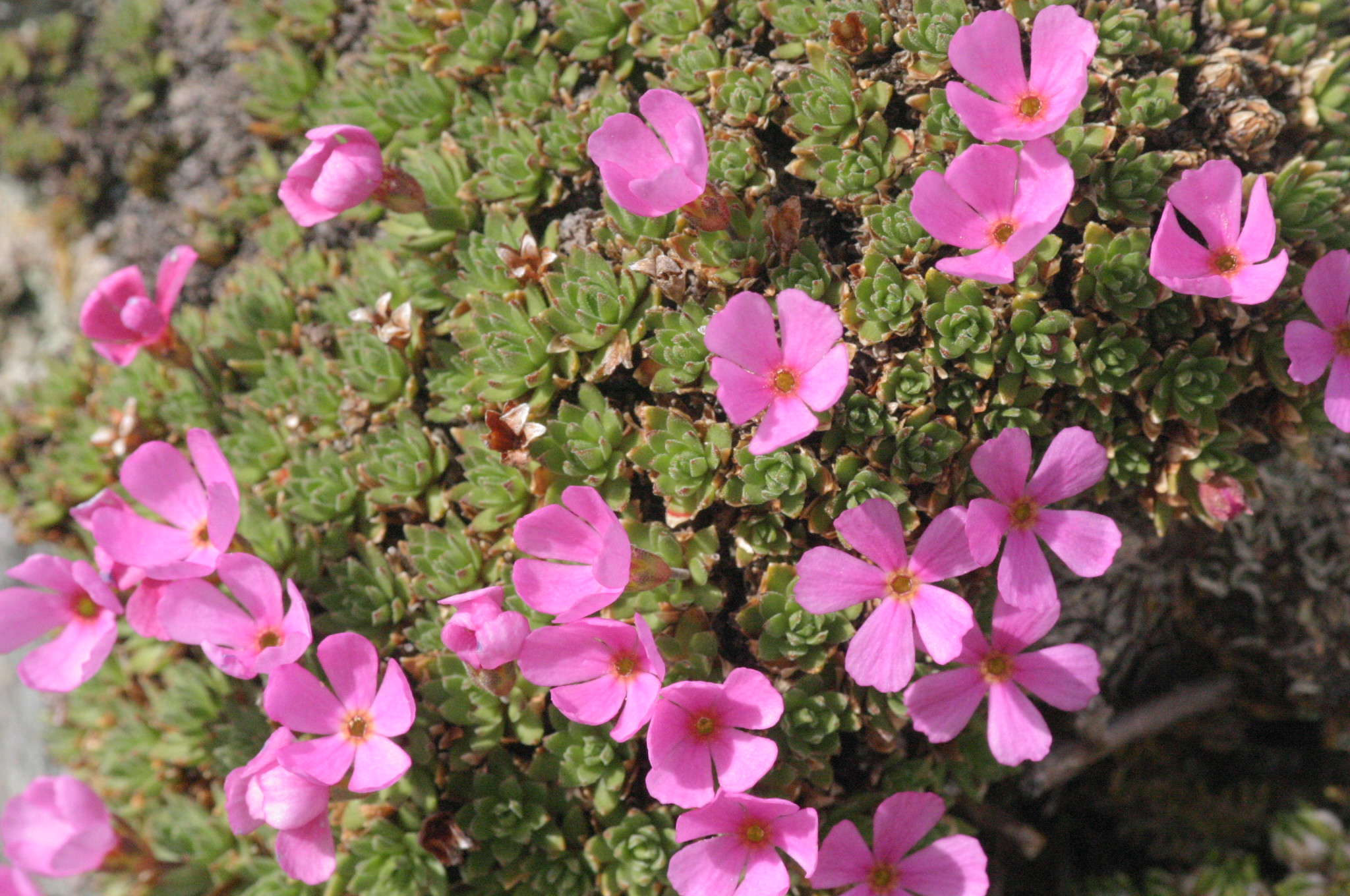
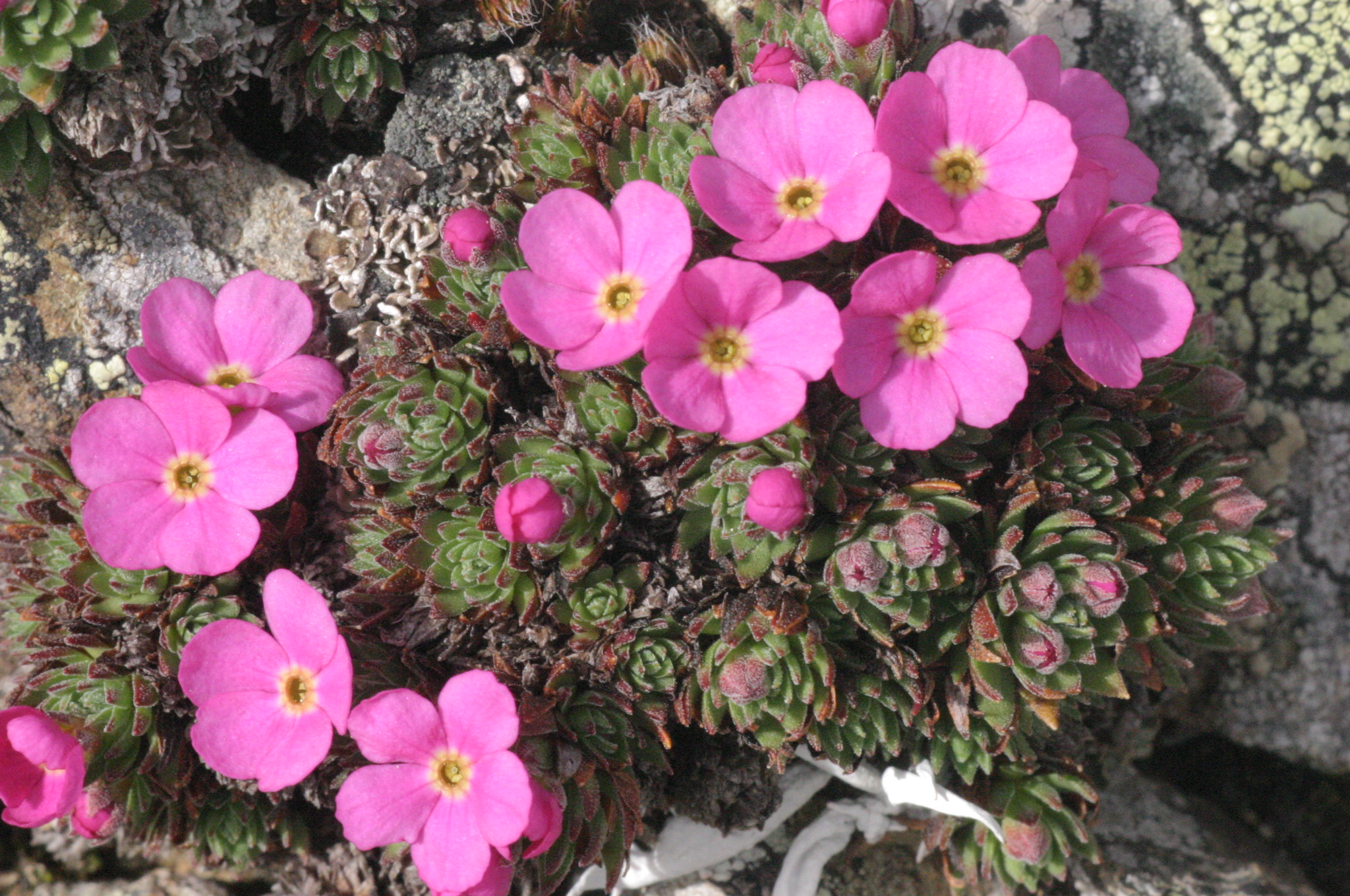
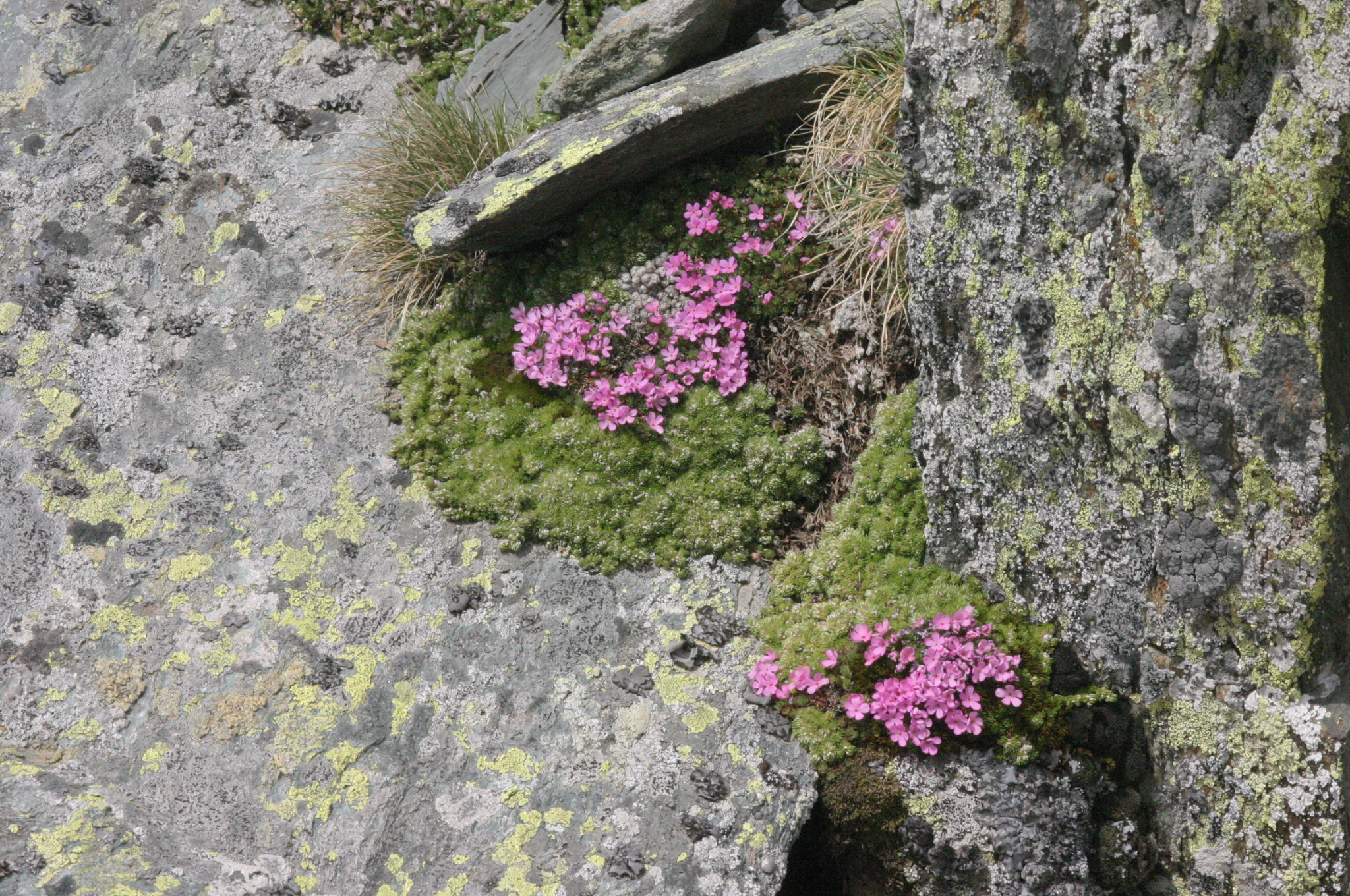